# Charles Ier (seigneur de Monaco)
Pour les articles homonymes, voir Charles Ier.
Charles Grimaldi, en italien Carlo Grimaldi, seigneur de Monaco (à partir de 1342) (Charles Ier de Monaco), de Menton et de Vintimille. 
En 1346, il fait l'acquisition de la seigneurie de Menton. Mort en 1357 après avoir combattu le doge de Gênes, Simone Boccanegra.

## Histoire
À la suite de guerres civiles à Gênes, de nombreuses familles guelfes sont exilées parmi lesquelles celle des Grimaldi. Cette puissante famille de patriciens génois s'établit sur la Riviera occidentale et dans la région de Nice, assiégeant et occupant occasionnellement Monaco, une forteresse génoise à l'époque (Voir François Grimaldi dit « Malizia »). Charles Grimaldi, un chef guelfe influent, occupe le Rocher le 12 septembre 1331 et se voit reconnaître « Seigneur de Monaco » en 1342. Charles et son cousin Antoine Grimaldi se lancent dans l'acquisition de terres et domaines dans la région. En 1346 et en 1355, les Grimaldi font l'acquisition des seigneuries et fiefs de Menton et Roquebrune. Ce sont ces seigneuries, avec celle de Monaco, qui constitueront le territoire de la Principauté de 1633 à 1861 (de jure, 1848 de facto après la déclaration d'indépendance de Roquebrune et de Menton).

## Armoiries
| Blason | Blasonnement : Fuselé d'argent et de gueules. |